# Frode Olsen
Frode Olsen   (Stavanger, 12 d'octubre de 1967) és un porter de futbol noruec, ja retirat. Al llarg de la seua carrera ha militat en clubs destacats del seu país, així com al Sevilla FC. Després de retirar-se, ha estat comentarista esportiu de TV2.
Ha estat 26 cops internacional amb la selecció de Noruega, tot formant part del combinat del seu país que va acudir a l'Eurocopa del 2000.